# Gluphisia meridionalis
Gluphisia meridionalis är en fjärilsart som beskrevs av Sergius G. Kiriakoff 1963. Gluphisia meridionalis ingår i släktet Gluphisia och familjen tandspinnare. Inga underarter finns listade i Catalogue of Life.